# Кольк, Марк
Марк Кольк (эст. Mark Kolk; 3 февраля 1994, Таллин) — эстонский футболист, вратарь, футбольный тренер.

## Биография
Воспитанник различных таллинских футбольных школ, первый тренер — Вячеслав Смирнов. Во взрослых турнирах выступал за дублирующие составы ряда столичных команд, но никогда не был регулярным игроком стартового состава. Привлекался к неофициальным матчам юношеской сборной Эстонии.
С 2014 года работал в академии клуба «Инфонет», помогал тренировать команду 2000 года рождения. В конце 2016 года 22-летний тренер был назначен главным тренером юниорской (до 17 лет) команды «ФКИ Таллинн» (новое название «Инфонета»).
В сентябре 2019 года был назначен помощником главного тренера клуба «Маарду ЛМ», проводившего свой дебютный сезон в высшей лиге Эстонии. В начале октября главный тренер клуба Андрей Борисов был отправлен в отставку и Кольк стал исполняющим обязанности наставника на 6 последних туров. В итоге команда не смогла удержаться в высшем дивизионе. Со следующего сезона Кольк вернулся на пост помощника тренера, а также стал главным тренером дубля «Маарду».
Позднее работал с клубами низших лиг Эстонии — в марте 2022 года был назначен главным тренером клуба «Кейла», а в декабре 2024 года — главным тренером клуба «Ляэнемаа».